# Ogniem i mieczem (serial telewizyjny)
Ogniem i mieczem – polski czteroodcinkowy miniserial z 2000 r., w reżyserii Jerzego Hoffmana, na podstawie powieści Henryka Sienkiewicza pod tym samym tytułem, premierowo wyemitowany 14 kwietnia 2001.
Serial powstawał równocześnie z wersją kinową – filmem Ogniem i mieczem z 1999 r. Różnice między obiema wersjami są właściwie niedostrzegalne. Ze względu na specyfikę serialu materiał został nieco inaczej zmontowany (podział na cztery odcinki), przez co fabuła zyskała nieco inny przebieg.

## Obsada
- Izabella Scorupco − jako kniaziówna Helena Kurcewiczówna
- Michał Żebrowski − jako por. Jan Skrzetuski
- Aleksandr Domogarow − jako ppłk Jurko Bohun (głos Jacek Rozenek)
- Krzysztof Kowalewski − jako Jan Onufry Zagłoba
- Bohdan Stupka − jako hetman Bohdan Zenobi Chmielnicki
- Andrzej Seweryn − jako książę wojewoda ruski Jeremi Michał Wiśniowiecki
- Zbigniew Zamachowski − jako por. Jerzy Michał Wołodyjowski
- Wiktor Zborowski − jako por. Longinus Podbipięta
- Wojciech Malajkat − jako Rzędzian
- Ewa Wiśniewska − jako kniahini Kurcewiczowa
- Maciej Kozłowski − jako płk Maksym Krzywonos
- Marek Kondrat − jako król Jan II Kazimierz Waza
- Rusłana Pysanka − jako Horpyna
- Daniel Olbrychski − jako Tuhaj-bej
- Leszek Teleszyński − jako ksiądz Muchowiecki
- Jerzy Bończak − jako podstarości czehryński Daniel Czapliński
- Andrzej Kopiczyński − jako płk Zaćwilichowski
- Gustaw Holoubek − jako wojewoda kijowski Adam Kisiel
- Adam Ferency − jako chan krymski Islam III Girej
- Gustaw Lutkiewicz − jako płk Barabasz
- Anna Majcher − jako karczmarka
- Joanna Brodzik − jako panna młoda
- Andrzej Pieczyński − jako Czeremis
- Jerzy Karaszkiewicz − jako starosta Hieronim Radziejowski
- Krzysztof Gosztyła − jako kanclerz wielki koronny Jerzy Ossoliński
- Andrzej Grąziewicz − jako ataman Czarnota
- Zdzisław Szymborski − jako dworzanin
- Jerzy Dukay − jako Hładki
- Marek Cichucki − jako Krzysztof Wierszułł
- Magdalena Warzecha − jako księżna Gryzelda
- Tomasz Grochoczyński − jako Bychowiec
- Paweł Kleszcz − jako Mołojec
- Andrzej Szczytko − jako Ataman koszowy
- Bernard Ładysz – jako Did Lirnik
- Piotr Bała – jako Tatar, który zaatakował Podbipiętę
- Przemysław Kapsa – jako Tatar, który zaatakował Podbipiętę
- Jacek Radziński – jako Kozak z fajką
- Bartosz Obuchowicz – jako niemy chłopak towarzyszący Didowi Lirnikowi
- Robert Więckiewicz – jako Kozak
- Adam Warchoł – jako Kozak
- Maciej Czapski – jako Kozak
- Jerzy Braszka – jako szlachcic
- Dymitr Mirogrodskij – jako ataman koszowy
- Andrzej Grabowski – jako pijany szlachcic
- Dariusz Gnatowski – jako Barabasz junior
- Krystyna Feldman – jako Ukrainka
- Lech Dyblik – jako Anton Tatarczuk
- Jerzy Cnota – przewoźnik na Dnieprze
- Rafał Cieszyński – jako Sugabazi
- Janusz Zerbst – jako esauł
- Agnieszka Krukówna – jako młoda Ukrainka
- Krzysztof Łukaszewicz – jako młody Krzywonos
- Jan Jurewicz – jako drużba na weselu
- Ryszard Jabłoński – jako chłop w Rozłogach
- Łada Gorpienko – jako drużba na ukraińskim weselu
- Krzysztof Artur Janczar – jako pan młody
- Marek Karpowicz – jako Kozak na brzegu
- Włodzimierz Bednarski – jako Kozak nad Dnieprem
- Marek Marcinkowski – jako ataman
- Eugeniusz Priwieziencew – jako Maksym, stróż w Rozłogach
- Marek Frąckowiak – jako wachmistrz na ukraińskim weselu
- Stefan Szmidt – jako wachmistrz Skrzetuskiego
- Włodzimierz Brodecki – jako pisarz
- Michał Chorosiński – jako kniaź Symeon Kurcewicz
- Aleksander Pociej – jako kniaź Andrzej Kurcewicz
- Tomasz Konieczny – jako kniaź Jur Kurcewicz
- Janusz Sieniawski – jako kniaź Mikołaj Kurcewicz
- Krzysztof Kołbasiuk – jako deputowany w Siczy Zaporoskiej
- Anna Majcher – jako karczmarka
- Michał Konarski – jako tańczący Kozak
- Juliusz Krzysztof Warunek – jako Kozak pod Dnieprem
- Czesław Lasota – jako Żyd Karczmarz
- Andrzej Żółkiewski – jako oficer księcia Wiśniowieckiego
- Tomasz Bednarek – jako dworzanin
- Przemysław Tejkowski – jako Tyzenhauz
- Tadeusz Głoskowski – jako oficer księcia Jeremiego

## Fabuła
Jan Skrzetuski, poseł księcia Wiśniowieckiego, wraca z misji na Krymie. W drodze ratuje życie kozackiemu pułkownikowi Bohdanowi Chmielnickiemu. Podczas postoju w karczmie zaprzyjaźnia się z dwoma szlachcicami Onufrym Zagłobą i Longinusem Podbipiętą, którzy mieli okazję zobaczyć, jak Skrzetuski poradził sobie z napastliwym starostą Czaplińskim, wyrzucając go na bruk. W dalszą drogę wyruszają razem. Wkrótce trafiają na rozbitą kolaskę kniahini Kurcewiczowej. Ratują z opresji ją oraz piękną bratanicę jej nieboszczyka męża, Helenę.
Chmielnicki organizuje na Siczy wielkie powstanie Kozaków sprzymierzonych z Tatarami. Rebelianci pokonują wojska koronne nad Żółtymi Wodami i pod Korsuniem. Bunt próbuje „utopić we krwi” ksiącia Jeremiego Wiśniowieckiego, któremu służą wiernie Skrzetuski z Podbipiętą. Obowiązki zawodowe odrywają Skrzetuskiego od ukochanej Heleny. Nie ma dość czasu, aby bronić ją przed wojną i zakochanym w niej Kozakiem, Bohunem.
Wojska Wiśniowieckiego nie mogą liczyć na pomoc innych magnatów, bo ci chcą ugody z Kozakami. Pospolite ruszenie, zebrane pod Piławcami, ucieka na wieść o przybyciu Tatarów. Wojska księcia fortyfikują się w twierdzy Zbaraż, gdzie oblega ich wielka armia Chmielnickiego i chana Islama Gireja. Szlachta w liczbie kilkunastu tysięcy żołnierzy broni się dzielnie, ale nie ma szans z tak wielką potęgą.
Książę posyła Podbipiętę, by przekradł się przez Kozaków i zawiadomił króla o trudnym położeniu. Longinus ginie naszpikowany strzałami, z litanią na ustach. Misja udaje się Skrzetuskiemu, dzięki któremu król Jan Kazimierz rusza z odsieczą pod Zbaraż.
Książę, Skrzetuski i Zagłoba są uważani za bohaterów, Helena zostaje ocalona, a Jurko Bohun schwytany (ale Skrzetuski przebacza mu porwanie Heleny).

## Produkcja
Zdjęcia kręcono w Lublinie (Kaplica Trójcy Świętej w Lublinie), Sierpcu (Muzeum Wsi Mazowieckiej w Sierpcu), Warszawie (Fort Legionów Cytadeli Warszawskiej, Wilanów, Młociny), Klimkówce, Zubczycy Górnej (Orawski Park Etnograficzny), Krakowie (kamieniołom Skałki Twardowskiego), Ojcowie (Brama Krakowska), Zielonce (poligon), Biskupinie, Biedrusku (poligon) i Sułoszowej (Zamek Pieskowa Skała).